# Jules Lechevalier
Pour les articles homonymes, voir Lechevalier.
Jules Lechevalier Saint-André, né le 21 avril 1806 à Saint-Pierre-le-Mouillage et mort le 10 juin 1862 à Paris, est un publiciste et économiste socialiste utopique français.
D’abord saint-simonien, puis fouriériste et enfin collaborateur de Proudhon, il est aussi connu, après 1855, sous le nom de Jules Lechevalier Saint-André.

## Biographie
Fils d’un riche marchand originaire de Bordeaux et d’une mère créole, il vient, dans les années 1820, étudier à Paris à l’École Polytechnique, alors foyer de socialisme utopique. Auguste Comte, Prosper Enfantin, Olinde Rodrigues, Michel Chevalier et d’autres disciples de Saint-Simon étaient tous polytechniciens, comme le fouriériste Victor Considerant. Étudiant la philosophie sous Victor Cousin, il subit l’influence de la philosophie de Hegel.
Ayant adhéré au saint-simonisme, en 1826, il en est un propagandiste très efficace. Apparemment, c’était la relation de Lechevalier avec une actrice, nocive selon certains saint-simoniens, mais approuvée par Enfantin, qui a incité ce dernier à proclamer sa doctrine de l’amour libre. En 1830, il accueille favorablement la Révolution de juillet, bien qu’il ne s’agisse pas encore d’une véritable révolution sociale. Il espérait néanmoins que la nouvelle monarchie constitutionnelle de Louis-Philippe se montrerait plus réceptive aux idées de réforme sociale que l’absolutisme de la restauration sous Charles X. Cependant, en 1832, l’école saint-simonienne se scinde à cause du conflit entre Prosper Enfantin et Saint-Amand Bazard. Au lieu de prendre parti, Lechevalier quitte les saint-simoniens et, peu de temps après, rejoignit les disciples de Charles Fourier, et participe, aux côtés de Victor Considerant, à la fondation de la revue le Phalanstère. Il fondera, par la suite, son propre journal, la Revue du progrès social.
De retour aux Antilles, en 1838-1839, au nom du Ministère français de la Marine et des Colonies, il mène une étude sur le statut de l’esclavage dans les colonies françaises. Il plaide l’abolition de l’esclavage, en avançant des plans d’émancipation invoquant l’idée d’association fouriériste, bien que certains historiens aient vu ses activités comme trop conciliantes avec les intérêts des planteurs coloniaux. Il explore également les perspectives de mise en place de phalanstères dans les colonies françaises comme la Guyane française et aux États-Unis.
De retour en France, il s’implique dans le mouvement coopératif et le mouvement syndical. En 1848, il soutient la Révolution de février et la création de la Deuxième République. Très actif dans le club républicain dirigé par Armand Barbès, il collabore avec les socialistes républicains, ou « sociaux-démocrates » comme commençaient à s’appeler Louis Blanc et Pierre Leroux. Il contribue également à diverses revues, dont la Tribune des Peuples, éditée par le poète nationaliste polonais Adam Mickiewicz.
En 1848-1849, il collabore avec Pierre-Joseph Proudhon à la création d’une « Banque populaire » fondée sur les principes mutualistes. Il contribue également au Représentant du Peuple de Proudhon. À cette époque, il commence à se distancer un peu du fouriérisme orthodoxe, les fouriéristes ayant toujours insisté sur le fait qu’ils ne voulaient pas abolir la propriété privée, mais simplement l’organiser. Sous l’influence de Proudhon, Lechevalier semble avoir envisagé de remplacer le droit absolu de propriété par un droit conditionnel d’usufruit. En allant plus loin que Proudhon, qui s’est opposé au communisme (c’est-à-dire à la collectivisation de la propriété), Lechevalier a déclaré : « Le socialisme est le communisme en transition, le communisme est sa fin logique et nécessaire », ce qui lui vaut une citation par la police.
En 1849, il s’oppose à l’élection de Louis Bonaparte à la présidence et participe à une manifestation anti-bonapartiste le 13 juin, organisée par Considerant. À la suite de la répression du soulèvement, et Lechevalier se cache, puis s’enfuit en Angleterre tandis qu’après le coup d'État du 2 décembre 1851, Bonaparte se proclame empereur et fonde le Second Empire. En Grande-Bretagne, il participe aux mouvements coopératifs et syndicaux et rédige un ouvrage sur les perspectives des coopératives, participant également à la création d’une association de consommateurs. À la fin des années 1850, lorsque le Second Empire se libéralise, Lechevalier, qui avait toujours considéré la politique comme secondaire à l’organisation sociale, en arrive à espérer une réforme sociale du Second Empire, comme il avait espéré une réforme sociale de la monarchie constitutionnelle louis-philippienne, et commence à écrire des articles favorables au Second Empire. En retour, le gouvernement français exerce une certaine indulgence et l’autorise à voyager en France, à plusieurs reprises, sans être arrêté jusqu’à ce qu’il soit enfin autorisé à résider en France. Pendant un certain temps, il travaille dans le bureau de statistique du gouvernement français, ce qui n’était pas du gout de certains républicains, mais cela ne l’empêche pas de reprendre contact avec les saint-simoniens. Ses divers projets coopératifs, ses voyages et son sort d’exil avaient anéanti sa fortune, et ses dernières années ont été assombries par les difficultés financières. Il est mort d’une rupture d'anévrisme.
Lechevalier a beaucoup écrit sur des sujets de sociologie, d’économie, d’anthropologie et de politique. Longtemps oubliée du socialisme du XIXe siècle, sa personne a récemment suscité un intérêt universitaire. Il a été cité comme précurseur du système de protection sociale français, pionnier de la théorie du développement international et de la microéconomie communautaire. Il a également beaucoup écrit sur les finances et l’organisation du crédit et a promu des idées telles que le compte-chèque.

## Publications
- Aux saint-simoniens : lettre sur la division survenue dans l’association saint-simonienne, Paris, Éverat, 1831, 81 p. (lire en ligne).
- Études sur la science sociale, Paris, Eugène Renduel, 1834, 465 p. (lire en ligne).
- Renseignements sur les questions coloniales, Paris, Imprimerie de la Fonderie de E.-J. Bailly, 1841 (lire en ligne)
- Notice statistique sur la Guyane française : extrait des Notices statistiques sur les colonies françaises, imprimées en 1838, par ordre de M. le Ministre de la marine et des colonies, Paris, Firmin Didot Frères, 1843 (lire en ligne)
- Rapport sur les questions coloniales adressé à M. le duc de Broglie,... à la suite d'un voyage fait aux Antilles et aux Guyanes pendant les années 1838 et 1839. Tome II, Documents et pièces justificatives. Deuxième partie, Etude de l'émancipation dans les colonies anglaises depuis l'année 1833 jusqu'au 3 décembre 1842, Paris, Imprimerie royale, 1843 (lire en ligne)
- Rapport sur les questions coloniales adressé à M. le duc de Broglie,... à la suite d'un voyage fait aux Antilles et aux Guyanes pendant les années 1838 et 1839. Tome 1, Documents et pièces justificatives. Première partie, Pièces écrites et recueillies pendant le voyage, enquêtes, Paris, Imprimerie royale, 1844 (lire en ligne)
- Note sur la fondation d’une nouvelle colonie dans la Guyane française, Paris, Firmin Didot, 1844, 200 p. (lire en ligne).
- De l’avenir de la monarchie représentative en France, Paris, Firmin Didot, 1845, 123 p. (lire en ligne).
- (en) Five Years In The Land Of Refuge : A Letter on the Prospects of Cooperative Associations in England, addressed to the members of council of the late Society for Promoting Working Men’s Associations, Londres, P. Richardson, 1854, 96 p., 23 cm (OCLC 265121967, lire en ligne).

## Sources
- Olivier Chaïbi, Jules Lechevalier, pionnier de l’économie sociale (1806-1862) : des socialismes utopiques aux modèles coopératifs, Paris, L’Harmattan, 2010, 512 p., 24 cm (ISBN 978-2-296-21729-4, lire en ligne).
- Olivier Chaïbi, « Lechevalier, Jules (André, Louis) », Dictionnaire biographique du Fouriérisme,‎ mars 2011 (lire en ligne, consulté le 29 aout 2017).
- J-L Dubos, Lechevalier Saint-André Jules [Lechevalier Saint-André André, Louis, Jules] Dit souvent Jules Lechevalier ou Lechevalier Jules, Maitron en Ligne, https://maitron.fr/spip.php?page=article_long&id_article=33572
- Jean-Philippe Brun, « Jules Lechevalier (1806-1862) », sur L’économie sociale et solidaire, l’alternative ?, 1er décembre 2010 (consulté le 29 aout 2017)
- Charles Pellarin, Notice Sur Jules Lechevalier et Abel Transon : une page de l’histoire du saint-simonisme & du fouriérisme, Paris, Impr. Nouvelle (Association Ouvrière), 1877, 20 p. (OCLC 785707750, lire en ligne).
- Ludovic Frobert, « French utopian socialists as the First Pioneers in Development », Cambridge Journal of Economics,‎ 2010, p. 1-21.
- (en) Arthur John Booth, Saint-Simon and Saint-Simonism : A Chapter in the History of Socialism in France, Londres, Longmans, Green, Reader, and Dyer, 1871, iii-ix, 262, 22 cm (lire en ligne).
- (en) Lawrence C. Jennings, « Associative Socialism and Slave Emancipation in French Guiana, 1839-1848 », Revue française d’histoire d’outre mer, vol. 88, nos 330-331,‎ 2001, p. 167-188.
- Serge Daget (dir.) et Jack Hayward, « From Utopian Socialism, via Abolitionism to the Colonisation of French Guiana », De la traite à l’esclavage, Nantes, vol. II,‎ 1985, p. 603-626 (OCLC 832990844).